# Kinas Grand Prix 2005
Kinas Grand Prix 2005 var det sista av 19 lopp ingående i formel 1-VM 2005.

## Rapport
Eftersom Fernando Alonso redan var klar världsmästare, kom loppet i huvudsak att handla om vem som skulle vinna konstruktörsmästerskapet, Renault eller McLaren. I det första startledet stod Fernando Alonso och Giancarlo Fisichella i Renault, i det andra Kimi Räikkönen och i det tredje Juan Pablo Montoya i McLaren-Mercedes. De två första förarna, som båda hade nya motorer, drog ifrån, men under varv 38 råkade Montoya köra på ett brunnslock på banan varefter säkerhetsbilen kom ut och samlade ihop fältet. Montoyas bil blev dock så allvarligt skadad att han tvingades bryta loppet. Detta bäddade för Renault, som i detta skede hade två bilar kvar i loppet. Säkerhetsbilen kom ut ytterligare en gång, efter att Narain Karthikeyan i Jordan kraschat våldsamt. Fernando Alonso vann loppet strax före Räikkönen och därmed blev Renault konstruktörsmästare 2005.

## Resultat
1. Fernando Alonso, Renault, 10 poäng
2. Kimi Räikkönen, McLaren-Mercedes, 8
3. Ralf Schumacher, Toyota, 6
4. Giancarlo Fisichella, Renault, 5
5. Christian Klien, Red Bull-Cosworth, 4
6. Felipe Massa, Sauber-Petronas, 3
7. Mark Webber, Williams-BMW, 2
8. Jenson Button, BAR-Honda, 1
9. David Coulthard, Red Bull-Cosworth
10. Jacques Villeneuve, Sauber-Petronas
11. Tiago Monteiro, Jordan-Toyota
12. Rubens Barrichello, Ferrari
13. Antonio Pizzonia, Williams-BMW (varv 55, punktering)
14. Robert Doornbos, Minardi-Cosworth
15. Jarno Trulli, Toyota
16. Christijan Albers, Minardi-Cosworth

### Förare som bröt loppet
- Takuma Sato, BAR-Honda (varv 34, växellåda )
- Narain Karthikeyan, Jordan-Toyota (28, olycka)
- Juan Pablo Montoya, McLaren-Mercedes (24, motor)
- Michael Schumacher, Ferrari (22, snurrade av)